# 와족
와족(중국어: 佤族, 병음: Wǎzú)은 미얀마의 샨 주 북부와 카친 주 동부, 중국 윈난성 국경지대에 걸친 산간 지역에 주로 거주하는 소수민족이다.

## 개요
캄보디아인과 같이 피부색이 어둡고, 대나무로 만든 주거지에 산다. 남성은 검은 터번으로 머리를 싼다. 스스로는 아와라고 하며, 최근까지 사람을 사냥하고 목을 베는 머리 사냥 풍습이 있었다. 오스트로아시아어족 계통의 와어를 사용하며 지역에 따라 중국어나 버마어를 구사할 줄 아는 사람도 많다.

## 분포
메콩강 서쪽 누강(땅륀강) 동쪽의 중국 윈난성 남부와 미얀마 북부, 라오스 북부에 약 70만명이 산다. 1990년 조사에서는 중국 내에 살고 있는 와족은 약 35만명이었다. 중국 내의 분포는 다음과 같다.
- 윈난성 린캉 시
  - 창원와족자치현 (약 125,000명)
  - 젱마 다이족 바족 자치현 (약 37,000명)
  - 쌍장 라후족 바족 블랑족 다이족 자치현 (약 12, 000명)

- 윈난성 푸얼 시
  - 시멩 바족 자치현 (약 56,000명)
  - 맹린 다이족 하루족 바족 자치현 (약 27,000명)
  - 린캉 라후족 자치현 (약 52,000명)

## 같이 보기
- 중국의 민족
- 와 자치관구
- 와방